# Luyten b
Luyten b, även känd som Gliese 273 b, är en exoplanet som potentiellt är beboelig. Den kretsar i den beboeliga zonen runt Luytens stjärna, en röd dvärgstjärna som ligger 12,3 ljusår från jorden.

## Upptäckt
Luyten b upptäcktes 2003 av ett team av astronomer ledda av David Charbonneau med hjälp av High Accuracy Radial Velocity Planet Searcher (HARPS)-instrumentet vid European Southern Observatory i Chile. Planeten upptäcktes genom att mäta den lilla gungning i Luytens stjärnas rörelse som orsakas av Luyten b:s gravitationskraft.

## Huvudstjärna
Luytens stjärna är en lågmassig stjärna, med en massa på endast cirka 8 % av solens massa. Den är också svalare än solen, med en temperatur på cirka 2 800 Kelvin (2 523 °C eller 4 563 °F). På grund av sin låga massa och temperatur är Luytens stjärna inte särskilt ljus. Den har en skenbar magnitud av 15,1, vilket innebär att den är för svag för att kunna ses med blotta ögat.

## Omlopp
Luyten b kretsar runt sin huvudstjärna på ett avstånd av cirka 0,0911 AU, vilket är ungefär 1/10 av avståndet mellan Merkurius och solen. Den har en omloppsperiod på cirka 28,5 dagar.

## Beboeligt område
Det beboeliga området runt en stjärna är det område runt stjärnan där flytande vatten kan existera på ytan av en exoplanet. Det beboeliga området runt Luytens stjärna tros vara mellan 0,07 och 0,11 AU. Luyten b kretsar inom detta område, så den anses vara en potentiellt beboelig exoplanet.

## Jordlikhet
Jordlikhetindexet (ESI) är ett mått på hur lik en exoplanet är jorden. Det baseras på en rad faktorer, inklusive exoplanetens massa, radie, temperatur och atmosfärssammansättning. Luyten b har ett ESI på 0,84, vilket är det fjärde högsta av alla exoplaneter som hittills hittats. Detta innebär att Luyten b är mycket lik jorden i termer av dess fysiska egenskaper.

## Atmosfärssammansättning
Atmosfären i Luyten b är inte välkänd. Men några studier har föreslagit att den kan vara lik jordens atmosfär. Detta skulle innebära att Luyten b potentiellt kan hysa liv.

## Framtida observationer
Framtida observationer av Luyten b kommer att kunna ge mer information om dess atmosfär och om den kan hysa liv. James Webb-rymdteleskopet, som är planerat att lanseras 2021, kommer att kunna studera atmosfärerna hos exoplaneter i detalj. Detta kan hjälpa oss att avgöra om Luyten b faktiskt är beboelig.